# My Little Pony: Friendship Is Magic (jogo eletrônico)
My Little Pony: Friendship Is Magic é um jogo eletrônico baseado na série animada de televisão do mesmo nome, desenvolvido pela Gameloft para dispositivos móveis iOS e Android. O jogo foi lançado mundialmente em 8 de novembro de 2012. O jogo também baseado na série de filmes, My Little Pony: Equestria Girls e no filme de 2017, My Little Pony: The Movie. O jogo é gratuito para jogar e suportado por microtransações, e teve mais de 5,4 milhões de downloads em 17 de março de 2013.

## Jogabilidade
A jogabilidade se centra em reconstruir Ponyville e possui aspectos de "colocação, construção e coleta". Muitos edifícios e lojas de jogabilidade parecidas nas lojas vistas na série. Os personagens podem ser nivelados através de tarefas específicas. O jogador começa como Twilight Sparkle, e mais de 46 personagens jogáveis devem estar disponíveis, obtidos de diferentes maneiras. Existem vários tipos de moedas no jogo que podem ser usados para desbloquear recursos e, alternativamente, os recursos podem ser comprados.

## Desenvolvimento
Hasbro e Gameloft anunciaram uma parceria de licenciamento em junho de 2012, permitindo que o último desenvolva jogos eletrônicos baseados nas propriedades da Hasbro; este anúncio revelou que um dos primeiros jogos seria um baseado na My Little Pony: A Amizade é Mágica, para dispositivos móveis, para chegar antes de final do ano. O jogo foi desenvolvido em janeiro de 2012. O principal produtor Gustav Seymore, e o designer principal Fawzi Mesmar desenvolveram o jogo.